# 何淡如
何淡如（1820年—1913年），名又雄，表字淡如，以字行，广东南海灣頭（現佛山郊區瀾石鎮灣華管理區灣何村）人，清朝末年文人。

## 生平
同治元年（1862年）中举人，學名文雄，後因擔任槍手，捉刀考試，被考官識破而驅逐，考官雖因愛才而未上報，但此事傳聞各郡縣，何淡如於是自嘆「文雄又有何用？」，然後說：「人生再難出頭矣。」把“文”字删去頭部一点，改名「又雄」。
其后主要在广东省及香港以教学为生，文筆頗佳，亦喜替人寫狀子訴訟，人稱「捉刀師爺」。與陳夢吉、劉華東、方唐鏡並稱為「廣東四大狀師」。
何淡如生性詼諧，讲课生动有趣，深入浅出，所以听者益众，名噪一时，善作對联，尤以粤语写無情對著称。

## 著名作品
- 三星白蘭地，五月黃梅天。（三星乃一白蘭地酒品牌）
- 一拳打出眼火，對面睇見牙煙。（题路人打架，粵語「崖广」，相当于“危险”。「广」本來並非「廣」的簡體字，本義是指棚舍，「崖广」是崖邊的棚舍，故有危險之義，粵音同「牙烟”）
- 有酒不妨邀月饮，无钱哪得食云吞。（廣東話餛飩與云吞同音）
- 四面云山谁作主，一头雾水不知宗。（上联为唐诗，下联为广州俗语，“一头雾水”意为“糊里糊涂”）
- 不怕紅毛鬼，最怕白鼻哥，搬是搬非，兩面刀弄出這般戲本； 先殺黑心婦，後殺藍面妾，硬橋硬馬，周身膽方為蓋世英雄。
- 打鼓打鑼，不過戥人高興； 搬埕搬塔，總之自己破財 (嫁女篇)
- 白日放歌須縱酒. 黑燈跳舞好揩油